# Малов, Олег Иванович
Оле́г Ива́нович Малов (17 октября 1915, Кострома — 1 апреля 1970, Луцк) — участник Великой Отечественной войны, Герой Советского Союза. Заместитель командира эскадрильи 79-го гвардейского штурмового авиационного полка (2-й гвардейской штурмовой авиационной дивизии, 6-го штурмового авиационного корпуса, 16-й воздушной армии, 1-го Белорусского фронта), гвардии старший лейтенант.

## Биография
Родился 17 октября 1915 года в городе Костроме в семье рабочего. Русский. По окончании 7 классов пошёл в техникум, работал слесарем на фабрике имени Октябрьской революции, одновременно с этим посещал аэроклуб.
В 1940 году был призван в Красную Армию и направлен в лётное училище. Олег Малов встретил начало Великой Отечественной войны курсантом. В 1943 году окончил Чкаловскую (Оренбургскую) военную авиационную школу пилотов.
С июля 1943 года участвовал в боях в составе 79-го гвардейского штурмового авиационного полка. За короткое время Малов стал первоклассным пилотом штурмовика, заместителем командира эскадрильи. Особенно отличился в боях на Центральном фронте и при освобождении Белоруссии. В ходе операции «Багратион» он уже систематически водил группы штурмовиков на выполнение ответственных боевых заданий. Член ВКП(б)/КПСС с 1944 года.
С 31 июля 1943 года по 25 августа 1944 года гвардии старший лейтенант Малов произвел 101 успешный боевой вылет и уничтожил 11 танков, 5 самолётов, 5 батарей полевой артиллерии, 29 артиллерийско-пулемётных зенитных точек, 3 бронетранспортёра, 80 автомашин с войсками и грузами, 56 повозок, 3 паровоза, 10 железнодорожных вагонов, 4 склада с боеприпасами и до 500 солдат и офицеров противника. За это время он провел 13 успешных воздушных боёв с немецкими истребителями и сбил два Fw 190. В августе 1944 года гвардии старший лейтенант Малов был представлен к званию Героя Советского Союза.
В составе своего полка Олег Малов участвовал в освобождении Польши. В ходе Висло-Одерской операции вёл бои по уничтожению окруженного Познанского гарнизона, поддерживал наземные войска при форсировании Одера, в боях на Кюстринском плацдарме.
Указом Президиума Верховного Совета СССР от 23 февраля 1945 года за образцовое выполнение заданий командования и проявленные мужество и героизм в боях с немецко-фашистскими захватчиками гвардии старшему лейтенанту Малову Олегу Ивановичу присвоено звание Героя Советского Союза с вручением ордена Ленина и медали «Золотая Звезда» (№ 5328).
Олег Малов участвовал в штурме Берлина. После войны продолжал службу в военной авиации.
В 1949 году Олег Малов был зачислен в запас в звании гвардии капитана. Жил и работал в Луцке Волынской области Украины. Скончался 1 апреля 1970 года.

## Награды
- Медаль «Золотая Звезда»;
- орден Ленина;
- два ордена Красного Знамени;
- орден Красной Звезды;
- медали.